# 아이리스 오야마

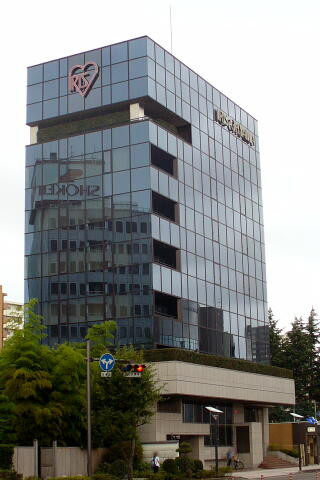
본사

아이리스 오야마 주식회사(일본어: アイリスオーヤマ株式会社, Iris Ohyama)는 일본 미야기현 센다이시 아오바구에 위치한 일본의 소비자용 플라스틱 제조업체이다. 일본의 선도적인 보관고 단체이다. 이 기업은 가구, 창고, 정원 액세서리, 사무실 제품, 애완 동물용 물품 시장에 목표를 둔 제품들을 설계하고 제조한다.
아이리시 오야마 유럽 B.V.는 네덜란드 틸뷔르흐에 사무소가 있다.
일본 외의 첫 공장은 1995년 캘리포니아주 스톡턴에서 열렸다. 2019년 3월, 유럽 시장의 판매량을 높이기 위해 두 번째 공장이 파리에서 열렸다.

## 본사 사무소
현재의 본사는 1993년 3월 열렸다.